# Tourterelle masquée
Oena capensis
Genre
Espèce
Statut de conservation UICN

 LC  : Préoccupation mineure
Statut CITES

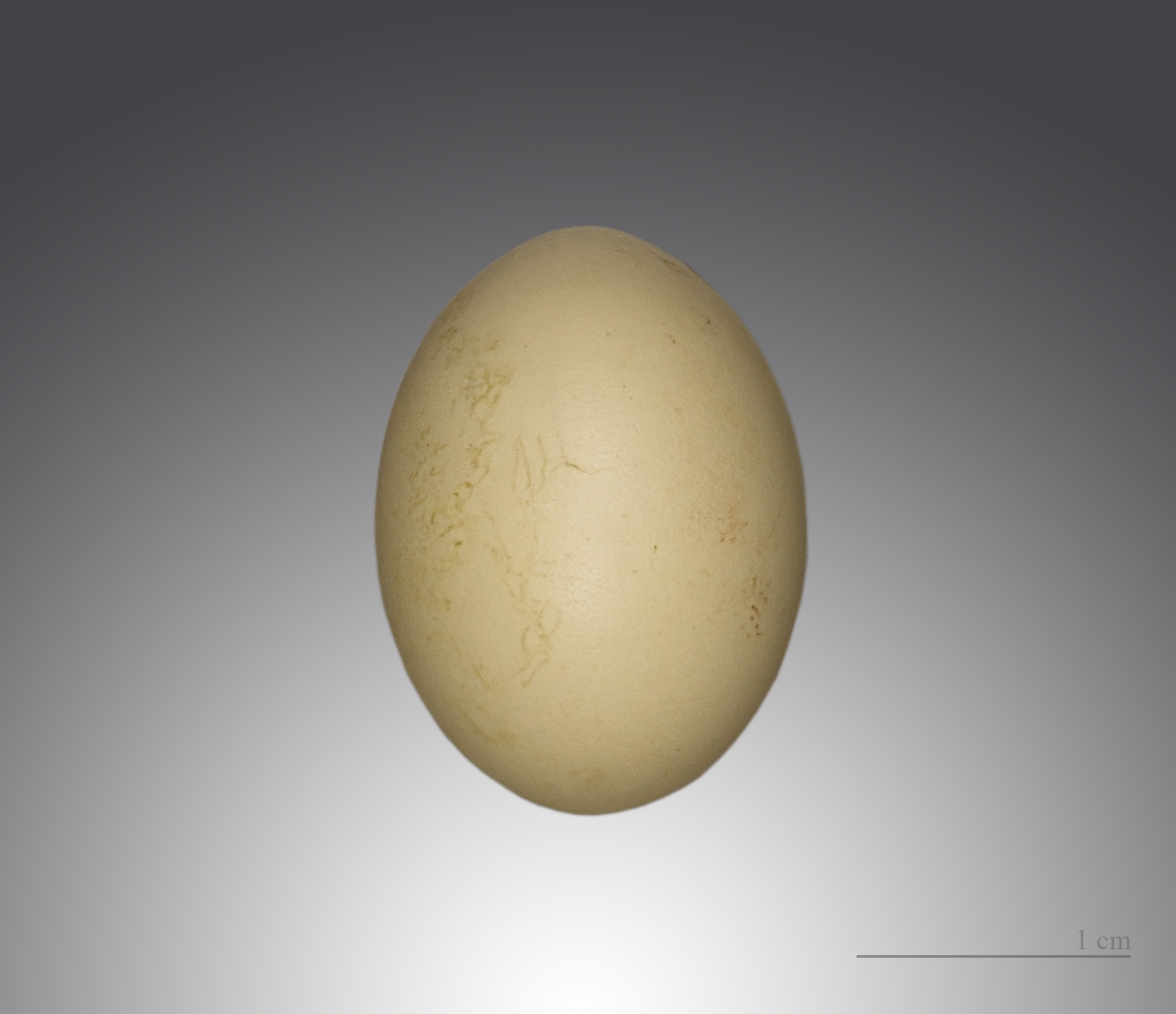
Œuf dOena capensis - Muséum de Toulouse

La Tourterelle masquée (Oena capensis) ou Colombe masque de fer, est une espèce d'oiseaux de la famille des Columbidae, l'unique représentante du genre Oena.

## Autres noms vernaculaires
- Tourtelette masque-de-fer
- Tourterelle du Cap
- Tourtelette masquée
- Colombe à masque de fer

## Description
Cet oiseau mesure environ 23 cm et présente un net dimorphisme sexuel : seul le mâle présente un masque noir.

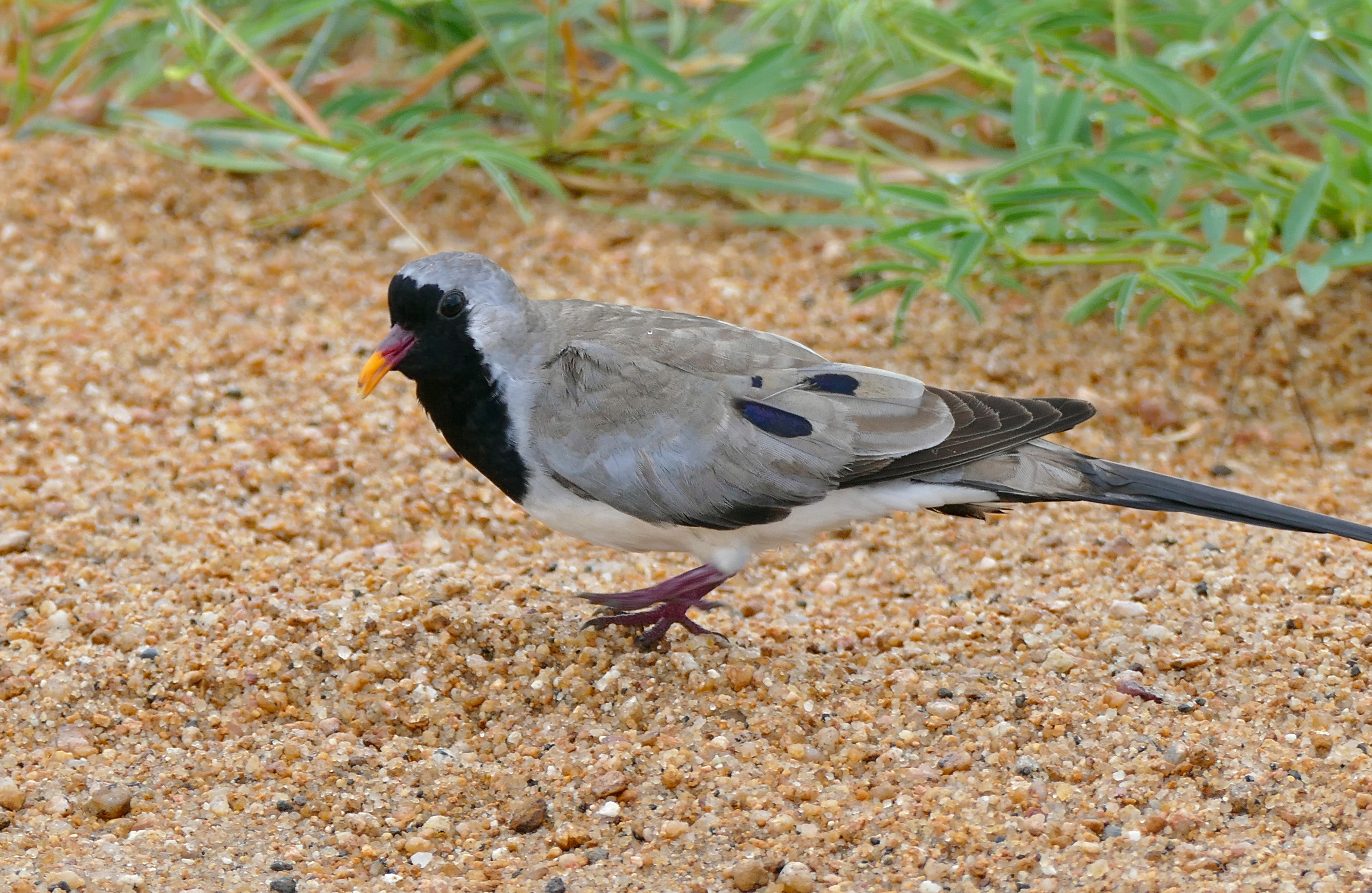
♂
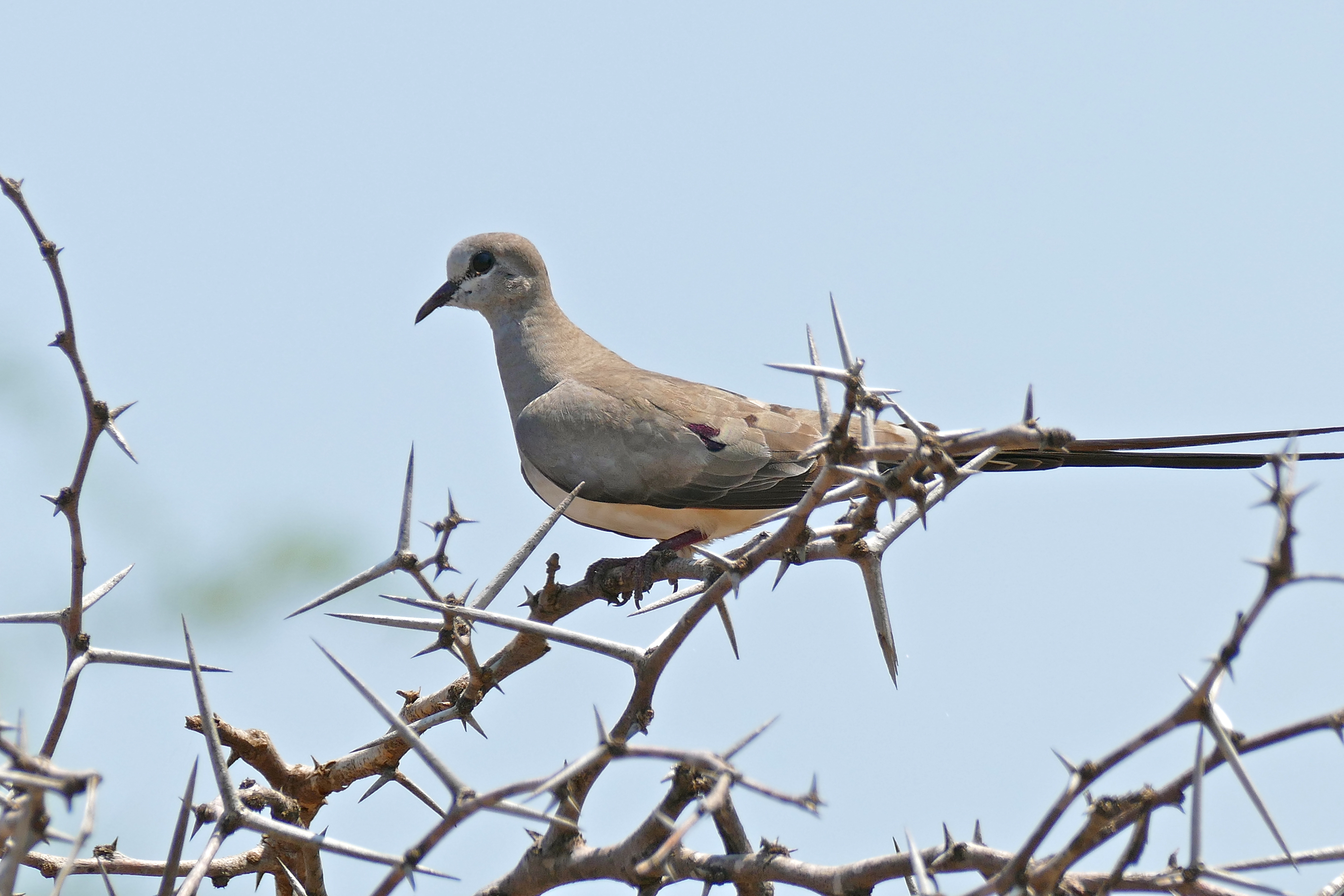
♀

## Répartition
Cet oiseau peuple l'Afrique ainsi que la péninsule Arabique.

## Sous-espèces
D'après Alan P. Peterson, il existe deux sous-espèces :
- Oena capensis aliena Bangs, 1918 ;
- Oena capensis capensis (Linnaeus, 1766).

### EspèceOena capensis
- (fr) Oiseaux.net : Oena capensis (+ répartition)
- (en) Congrès ornithologique international : Oena capensis dans l'ordre Columbiformes (consulté le 4 juin 2015)
- (en) Catalogue of Life : Oena capensis (Linnaeus, 1766) (consulté le 17 décembre 2020)
- (fr + en)  Avibase : Oena capensis (Linnaeus, 1766) (+ répartition) (consulté le 26 avril 2016)
- (fr + en) ITIS : Oena capensis (Linnaeus, 1766)
- (en) Animal Diversity Web : Oena capensis
- (en) NCBI : Oena capensis (taxons inclus)
- (en) UICN : espèce Oena capensis (Linnaeus, 1766) (consulté le 4 juin 2015)
- (fr + en) CITES : espèce Oena capensis (Linnaeus, 1766)  (+ répartition) (sur le site de l’UNEP-WCMC)
- (fr) CITES : taxon  Oena capensis (sur le site du ministère français de l'Écologie) (consulté le 4 juin 2015)